# Lelo Nika
Lelo Nika (Лело Ника) est un accordéoniste serbe né en 1969 à Nikolinci, en Yougoslavie. 
Il a étudié la musique sous la direction de l’accordéoniste serbe Branimir Djokić (en).
Il a par la suite émigré avec sa famille à Elseneur, au Danemark. Il vit présentement à Malmö, en Suède.
Yale Strom (en) le range parmi les meilleurs accordéonistes roms de son temps.